# 페리자이구

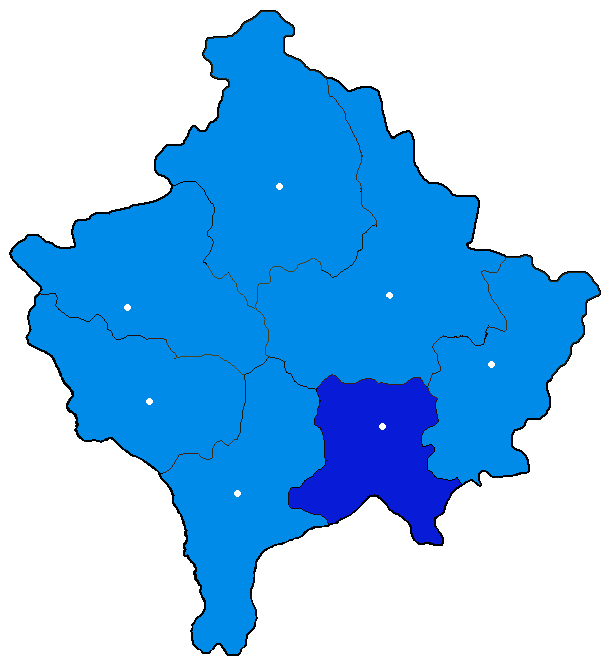
페리자이구의 위치

페리자이구(알바니아어: Rajoni i Ferizajit) 또는 우로셰바츠구(세르비아어: Урошевачки округ, Uroševački okrug)는 코소보의 구로 행정 중심지는 페리자이이며 면적은 1,030 km2, 인구는 185,806명(2011년 인구 조사 기준), 인구 밀도는 180명/km2이다. 5개 지방 자치체를 관할한다.

## 지방 자치체
- 페리자이 (우로셰바츠)
- 슈티미야 (슈티믈레)
- 카츠카니크 (카차니크)
- 슈트릅차 (슈트릅체)

## 같이 보기
- 코소보의 행정 구역